# Gastrosporium asiaticum
Gastrosporium asiaticum är en svampart som beskrevs av Dörfelt & Bumžaa 1986. Gastrosporium asiaticum ingår i släktet Gastrosporium och familjen stäpptryfflar.   Inga underarter finns listade i Catalogue of Life.